# St. Charles (Illinois)
St. Charles is een plaats (city) in de Amerikaanse staat Illinois.

## Demografie
Bij de volkstelling in 2000 werd het aantal inwoners vastgesteld op 27.896.

## Geografie
Volgens het United States Census Bureau beslaat de plaats een oppervlakte van 36,6 km², waarvan 36,2 km² land en 0,4 km² water.

## Plaatsen in de nabije omgeving
De onderstaande figuur toont nabijgelegen plaatsen in een straal van 12 km rond St. Charles.